# Josef Košnar
Josef Košnar (3. září 1916 Pečky – 5. června 1940 Vaire-Sous-Corbie) byl český pilot francouzského letectva a oběť druhé světové války.

## Život

### Před druhou světovou válkou
Josef Košnar se narodil 3. září 1916 v Pečkách na Kolínsku. Vyučil se strojním zámečníkem a získal pilotní průkaz pro turistická letadla. V Československé armádě získal pilotní a stíhací výcvik.

### Druhá světová válka
Po německé okupaci v březnu 1939 opustil Josef Košnar ilegálně Protektorát Čechy a Morava a přes Polsko se dostal do Francie, kde byl v Paříži 2. října prezentován u zde vznikající jednotky Československé armády v zahraničí. Byl přijat do francouzského armádního letectva a po přeškolení v Chartres na tamní techniku byl 1. prosince 1939 zařazen do stíhací jednotky GC III/7. Zúčastnil se bitvy o Francii. Dne 5. června 1940 se nevrátil z operačního letu do prostoru Amiens. Jeho stroj Morane-Saulnier MS.406 No. 144 (černá 10) byl viděn, jak po leteckém souboji padá v plamenech k zemi. Josef Košnar zahynul u vesnice Vaire-Sous-Corbie, kde byl i pohřben. Jeho ostatky byly po skončení druhé světové války exhumovány a přeneseny na hřbitov v Montdidier, v roce 1963 pak na Československý vojenský hřbitov La Targette. Dosáhl hodnosti rotného.

## Posmrtná ocenění
- Josefu Košnarovi byl in memoriam udělen Croix de Guerre
- V roce 1947 byl Josef Košnar in memoriam povýšen do hodnosti štábního rotmistra
- V roce 1947 byl Josefu Košnarovi in memoriam udělen Československý válečný kříž 1939